# Międzynarodowy Festiwal Pianistów Jazzowych
Międzynarodowy Festiwal Pianistów Jazzowych (MFPJ) – międzynarodowy festiwal muzyczny organizowany od 1974 w Kaliszu; jeden z najstarszych i najważniejszych jazzowych festiwali muzycznych w Polsce.